# Criacuervos
Criacuervos (también escrito Cria Cuervos) fue una banda de rock chilena. Lanzaron dos álbumes de forma independiente: homónimo (2008) y Ayer (2009), los cuales cuentan con variadas influencias de punk, post-hardcore y rock & roll, esto es gracias a las distintas carreras de sus músicos dentro del underground.
En 2009, los guitarristas Juan José y René Sánchez comenzaron con Tenemos Explosivos. Inicialmente, se consideró incuir a Eduardo Pavéz (miembro de esta) como vocalista de Criacuervos.

## Historia
El nombre hace referencia a la película española homónima del 1975. Se formó en julio del 2006 en Santiago de Chile, por Juan Pablo Cañoles, Juan José Sánchez (Mosca Travesti, Tenemos Explosivos, AIDF), René Manuel Sánchez (Tenemos Explosivos) y Daniel Miranda (Insuficiencia Radial, Devil Presley). Los miembros participaron en bandas como Asamblea Internacional del Fuego, Devil Presley, Benito y Cler. Sus influencias son Lagwagon, At The Drive-In, Pennywise, Foo Fighters, Refused, International Noise Conspiracy, Hot Water Music y Queens of the Stone Age, entre otras.
El conjunto grabó once temas entre enero y agosto del 2007, lanzando su primer EP de seis canciones homónimo en el 2008, con los sellos independientes Andamios & Plataformas y Gitano Records. El 11 de junio de 2008, la banda lanzó el videoclip La crisis y el sonido en Vimeo, dirigido por Rodrigo Sandoval.
La banda dio sus primeras presentaciones a mediados del 2007, en la escena hardcore/punk, presentándose con bandas como An Affair, División Usados, Libra, Mal de Testa, Knives & Bats, Los Clientes e Icarus.
El álbum Ayer cuenta con ocho temas de estudio grabados a inicios del 2008 en los estudios de Gitano Records y masterizado en Francia en Redcloud Studio. Tiene colaboraciones de Canoa (Mal de Testa) en voces en las canciones El peor ciego y Culpable sin Razón, y de Tomas Marin (Dion) como guitarrista en Por siempre. El arte del disco esta completamente dibujado a mano por Alejandro Ortúzar y diseñado por Jose Miguel Canales.
En el 2009, los hermanos Sánchez crearon Tenemos Explosivos; a su vez, Juan José retornó a Asamblea Internacional del Fuego.
Tras años de ausencia en los escenarios, la banda volvió a presentarse en un show en Providencia, junto a Remanentes el 12 de enero de 2012.

## Miembros
- Juan José Sánchez – voces, guitarras, coros
- René Manuel Sánchez – voces, guitarras, coros
- Daniel Miranda – bajo, coros
- Juan Pablo Cañoles – batería

## Discografía
- Criacuervos (EP, 2008, Andamios & Plataformas/Gitano)
- Ayer (Álbum de estudio, 2009, Andamios & Plataformas/Gitano)

## Videografía
- "La Crisis y el Sonido" (2008)